# 淮安天主教堂
淮安天主教堂位于中国江苏省淮安市淮安区淮城街道天主堂巷（原小羔皮巷北首），由法国耶稣会管理的江南代牧区建于清同治年间，现存教堂三间二层，面积165平方米，墙上有耶稣会徽记“JHS”和“1894年”字样。现为民居。

## 保护
2009年6月12日，淮安天主教堂列为第四批淮安市文物保护单位。